# Вивульский, Антоний
Анто́ний Виву́льский (пол. Antoni Wiwulski, лит. Antanas Vivulskis; 20 февраля 1877, Тотьма, Вологодская губерния — 10 января 1919, Вильна, Литва) — архитектор и скульптор.

## Биография
После смерти отца в 1883 году мать с детьми переехала в Митаву. Учился в немецкой школе, затем в гимназии, потом определился в гимназию в Хырове (Австрия), которую окончил в 1897 году. Окончив Высшую техническую школу в Вене (1901), где изучал архитектуру, учился скульптуре в Высшей школе изящных искусств в Париже (1902—1909). В 1904—1905 годах путешествовал по Европе. С 1913 года жил в Вильно.
В Париже познакомился с сыном великого поэта Владиславом Мицкевичем и польским пианистом, композитором, политическим деятелем Игнацы Падеревским. Падеревский вынашивал идею величественного памятника, посвящённого 500-летию Грюнвальдской битвы, и привлёк к работе над ним Вивульского. Этот памятник, установленный в Кракове в 1910 году, принёс Вивульскому широкую известность.
Три другие крупные работы осуществлены в Литве: часовня в Шилуве, памятник Трёх крестов (1916) в Вильне и начатый в 1913 году, но незавершённый костёл Сердца Иисуса в Вильне с огромной статуей Христа — первое в Литве сакральное здание из железобетона. Три креста были взорваны по приказу советских властей в 1951 году и восстановлены в 1989 году. Кроме того, по его проекту был изготовлен деревянный крест, водружённый на Замковой горе в Вильне, неподалёку от башни Гедимина, на месте, где в 1916 году были обнаружены захоронения останков казнённых по приказу М. Н. Муравьёва участников восстания 1863 года.
Кроме этих работ, создал немало скульптурных портретов, фигурных композиций символического и религиозного характера, студий и эскизов к памятникам, памятных таблиц. Одна из них — памяти Тадеуша Костюшко вмурованная в северную стену костёла Святых Иоаннов в 1917 году, в связи со столетием смерти национального героя. Гипсовая таблица выполнена в форме широкого креста и изображает вождя восстания 1794 года. Оборванный нижний край плиты символизирует поражение повстанцев и крушение не исполнившихся надежд. На плите написаны лозунг восстания и даты столетия смерти Костюшко, изображён щит с гербами Белоруссии, Литвы и Польши.
В декабре 1918 года вступил в отряд виленской самообороны. Во время патрулирования на Заречье (ныне район Ужупис) с приближением красных частей, по преданию, отдал свою шинель больному бойцу, сам заболел и вскоре умер. Был похоронен в подземелье начатого по его проекту костёла Сердца Иисуса.
В июне 1964 года, когда была начата перестройка так и не завершённого (но действовавшего) костёла в Дворец строителей, прах Вивульского был перенесён на кладбище Расу.
- Портрет улыбающегося мужчины (Париж, 1911)
- Краковский памятник Грюнвальдской битве
- Три креста

## Память
Одна из улиц в Вильнюсе (на которой и стоял костёл Сердца Иисуса) носит его имя. 10 января 2019 года в связи со столетием Антония Вивульского в Ужуписе на доме по ул. Ужупё 5 (Užupio g. 5) был торжественно открыт памятный знак в виде бронзового барельефа «Шинель Вивульского» (автор скульптор Витаутас Наливайка).